# Tercera Federación (Grupo VIII)
El Grupo VIII de la Tercera Federación española de fútbol es el grupo autonómico castellano y leonés de dicha categoría; constituye el quinto nivel de competición del sistema de liga en Castilla y León.
La primera temporada en la que participan todas las provincias de Castilla y León es en la 1987-88.
Ávila y Segovia se incorporan al grupo VIII en la temporada 1986-87 y en la 1987-88 se incorporara Soria.
El Grupo VIII es el heredero de su homónimo desde 2021 del Grupo VIII de Tercera División, que se creó en el año 1980.

## Sistema de competición
El Grupo VIII de Tercera División RFEF suele estar integrado por 17 clubes.
El sistema de competición es el mismo que en el resto de categorías de la Liga. Se disputa anualmente, empezando a finales del mes de agosto o principios de septiembre, y concluye en el mes de mayo o junio del siguiente año.
Los equipos del grupo se enfrentan todos contra todos en dos ocasiones, una en campo propio y otra en campo contrario. El orden de los encuentros se decide por sorteo antes de empezar la competición. El ganador de un partido obtiene tres puntos, el perdedor no suma ninguno y, en caso de un empate, se reparte un punto para cada equipo.
Al término de la temporada, el primer clasificado (excluyendo a los equipos filiales) se clasifica para disputar la siguiente edición de la Copa del Rey.

### Ascenso a Segunda División RFEF
Una vez finalizada la temporada regular, el primer clasificado se proclama campeón y asciende directamente a Segunda División RFEF, mientras que los clasificados entre el segundo y el quinto lugar disputan un playoff territorial para decidir una plaza que da acceso a la Promoción de ascenso a Segunda División RFEF. Esta promoción consta de una ronda de eliminación directa en la que el vencedor asciende de categoría.

### Descenso a Primera División Regional Aficionados
Al término de la temporada los tres últimos clasificados descienden directamente a Primera División Regional Aficionados de Castilla y León. Existe la posibilidad de que desciendan además tantos equipos a Primera División Regional Aficionados de Castilla y León, como equipos de Castilla y León que desciendan de la Segunda División RFEF a Tercera División RFEF. También puede ocurrir que algunos de los equipos del grupo clasificados para el playoff logre el ascenso a la Segunda División RFEF, en cuyo caso ascenderían a Tercera División RFEF tantos conjuntos de Primera División Regional Aficionados de Castilla y León como clubes hayan logrado el ascenso a Segunda División RFEF.

### Equipos filiales
Los equipos filiales pueden participar en Tercera División RFEF si sus primeros equipos compiten en una categoría superior de la Liga —Primera División, Segunda División, Primera División RFEF o Segunda División RFEF—. Los filiales y sus respectivos primeros equipos no pueden competir en la misma categoría; por ello, si un equipo desciende a Segunda División RFEF y su filial queda primero o gana los playoff de ascenso a esta categoría, deberá quedarse obligatoriamente en Tercera División RFEF. Del mismo modo, un filial que se haya clasificado para la fase de ascenso a Segunda División RFEF no puede disputarla si el primer equipo milita en dicha categoría. En este caso, lo sustituye el sexto clasificado. Esto no será así si el primer equipo milita en Segunda División RFEF, pero se clasifica para la fase de ascenso a Primera División RFEF.

## Equipos participantes
La Tercera Federación 2021-22 fue disputada por los siguientes equipos:
La Tercera Federación 2022-23 fue disputada por los siguientes equipos:
La Tercera Federación 2023-24 fue disputada por los siguientes equipos:
La Tercera Federación 2024-25 fue disputada por los siguientes equipos:
La Tercera Federación 2025-26 es disputada por los siguientes equipos:

## Clasificación histórica
Actualizado=1 de agosto de 2025
| Pos | ban                 | Equipo                            | Temp | Ptos | PJ  | PG | PE | PP | GF  | GC  | DG  | Cam | Sub | Pro | Asc |
| --- | ------------------- | --------------------------------- | ---- | ---- | --- | -- | -- | -- | --- | --- | --- | --- | --- | --- | --- |
| 1   |                     | S. D. Atlético Tordesillas        | 5    | 241  | 132 | 68 | 37 | 27 | 163 | 100 | 63  | 0   | 1   | 4   | 0   |
| 2   |                     | Atlético Astorga F. C.            | 4    | 141  | 132 | 67 | 33 | 32 | 191 | 113 | 78  | 1   | 1   | 1   | 1   |
| 3   | Bandera de León     | Júpiter Leonés                    | 5    | 205  | 132 | 56 | 37 | 39 | 165 | 130 | 35  | 0   | 0   | 1   | 0   |
| 4   |                     | S. D. Almazán                     | 5    | 193  | 132 | 53 | 34 | 45 | 165 | 149 | 16  | 0   | 1   | 1   | 0   |
| 5   |                     | C. D. Mirandés "B"                | 5    | 185  | 132 | 49 | 38 | 45 | 156 | 141 | 15  | 0   | 0   | 2   | 0   |
| 6   | Bandera de Ávila    | Real Ávila C. F.                  | 3    | 184  | 96  | 53 | 25 | 18 | 137 | 71  | 66  | 1   | 0   | 2   | 1   |
| 7   |                     | C. D. La Virgen del Camino        | 5    | 182  | 132 | 48 | 38 | 46 | 144 | 139 | 5   | 0   | 0   | 0   | 0   |
| 8   |                     | Arandina C. F.                    | 4    | 179  | 98  | 49 | 32 | 17 | 143 | 75  | 68  | 1   | 0   | 2   | 1   |
| 9   | Bandera de Palencia | Palencia C. F.                    | 5    | 174  | 132 | 48 | 30 | 54 | 157 | 146 | 11  | 0   | 0   | 0   | 0   |
| 10  |                     | U. D. Santa Marta de Tormes       | 5    | 154  | 132 | 39 | 37 | 56 | 152 | 192 | -4  | 0   | 0   | 0   | 0   |
| 11  |                     | Atlético Bembibre                 | 5    | 154  | 132 | 39 | 37 | 56 | 132 | 172 | -40 | 0   | 0   | 0   | 0   |
| 12  |                     | C. D. Becerril                    | 4    | 137  | 100 | 39 | 20 | 41 | 115 | 138 | -23 | 0   | 0   | 0   | 0   |
| 13  |                     | Salamanca C. F. UDS               | 2    | 126  | 64  | 37 | 15 | 12 | 100 | 42  | 58  | 0   | 1   | 2   | 0   |
| 14  | Bandera de Palencia | C. D. Palencia Cristo Atl.        | 3    | 109  | 70  | 28 | 25 | 17 | 94  | 70  | 24  | 0   | 0   | 0   | 0   |
| 15  | Bandera de Burgos   | Burgos C. F. Promesas             | 2    | 100  | 70  | 25 | 25 | 20 | 75  | 68  | 7   | 0   | 0   | 1   | 1   |
| 16  |                     | C. D. VIllaralbo                  | 3    | 83   | 70  | 20 | 23 | 27 | 67  | 72  | 0-5 | 0   | 0   | 0   | 0   |
| 17  |                     | C. D. Guijuelo                    | 2    | 75   | 32  | 22 | 9  | 1  | 61  | 16  | 45  | 1   | 0   | 0   | 1   |
| 18  | Bandera de Soria    | C. D. Numancia de Soria "B"       | 3    | 56   | 62  | 13 | 17 | 32 | 68  | 99  | -31 | 0   | 0   | 0   | 0   |
| 19  |                     | S. D. Ponferradina "B"            | 2    | 53   | 64  | 12 | 17 | 35 | 59  | 91  | -32 | 0   | 0   | 0   | 0   |
| 20  |                     | Ciudad Rodrigo C. F.              | 2    | 51   | 68  | 12 | 15 | 41 | 64  | 120 | -56 | 0   | 0   | 0   | 0   |
| 21  |                     | C. D. Laguna                      | 2    | 48   | 70  | 12 | 12 | 46 | 50  | 135 | -85 | 0   | 0   | 0   | 0   |
| 22  |                     | C. D. C. Diocesanos - UCAV        | 2    | 44   | 66  | 8  | 20 | 38 | 35  | 97  | -62 | 0   | 0   | 0   | 0   |
| 23  |                     | C. D. Mojados                     | 2    | 44   | 36  | 12 | 8  | 16 | 36  | 55  | -19 | 0   | 0   | 0   | 0   |
| 24  |                     | C. D. Atlético Mansillés          | 2    | 38   | 36  | 9  | 11 | 16 | 36  | 39  | -3  | 0   | 0   | 0   | 0   |
| 25  |                     | C. D. Ribert                      | 1    | 32   | 32  | 7  | 11 | 14 | 34  | 49  | -15 | 0   | 0   | 0   | 0   |
| 26  |                     | C. F. Briviesca                   | 1    | 32   | 36  | 8  | 8  | 20 | 28  | 56  | -28 | 0   | 0   | 0   | 0   |
| 27  |                     | Salamanca C. F. UDS "B"           | 1    | 30   | 32  | 8  | 6  | 18 | 22  | 51  | -29 | 0   | 0   | 0   | 0   |
| 28  |                     | Unami C. P.                       | 1    | 24   | 30  | 6  | 6  | 18 | 20  | 52  | -32 | 0   | 0   | 0   | 0   |
| 29  |                     | Unionistas de Salamanca C. F. "B" | 1    | 0    | 0   | 0  | 0  | 0  | 0   | 0   | 0   | 0   | 0   | 0   | 0   |

## Palmarés
Nota: indicados en negrita los clubes que continúan en activo así como las temporadas en las que también consiguió el ascenso a Tercera División.
| Club                   | Títulos | Años    |
| ---------------------- | ------- | ------- |
| C. D. Guijuelo         | 1       | 2021-22 |
| Arandina C. F.         | 1       | 2022-23 |
| Real Ávila C. F.       | 1       | 2023-24 |
| Atlético Astorga F. C. | 1       | 2024-25 |

### Por temporada
| Temporada | Campeón                | Subcampeón                 | Tercero                    | Cuarto             | Quinto                     |
| --------- | ---------------------- | -------------------------- | -------------------------- | ------------------ | -------------------------- |
| 2021-22   | C. D. Guijuelo         | S. D. Almazán              | Real Ávila C. F.           | C. D. Mirandés "B" | S. D. Atlético Tordesillas |
| 2022-23   | Arandina C. F.         | Atlético Astorga F. C.     | Salamanca C. F. UDS        | Real Ávila C. F.   | S. D. Atlético Tordesillas |
| 2023-24   | Real Ávila C. F.       | Salamanca C. F. UDS        | S. D. Atlético Tordesillas | Júpiter Leonés     | Atlético Astorga F. C.     |
| 2024-25   | Atlético Astorga F. C. | S. D. Atlético Tordesillas | Burgos C. F. Promesas      | Arandina C. F.     | C. D. Mirandés "B"         |